# Little Joe 5B
O Little Joe 5B foi um teste não tripulado da espaçonave Mercury, administrado como parte do Programa Mercury. A missão usou produção da aeronave Mercúrio #14A. A missão foi lançada no dia 28 de abril de 1961, na Instalação de Voo Wallops, Virgínia, Estados Unidos. A Little Joe 5B voou a um apogeu de 2,8 milhas (4,5 km). A missão durou 5 minutos e 25 segundos. A velocidade máxima foi de 1,780 mph (2865 km/h) e sua aceleração foi de 10 g (98 m/s²). A missão foi um sucesso e a aeronave Mercúrio #14A foi recuperada. Sua massa era de 1141 kg. Aeronave Mercúrio #14A usada na missão Little Joe 5B, é exibida atualmente no Air Virginia e no Centro Espacial, Hampton, Virgínia.